# Lijst van voetbalinterlands Albanië - Armenië
Deze lijst van voetbalinterlands is een overzicht van alle officiële voetbalwedstrijden tussen de nationale teams van Albanië en Armenië. De landen hebben tot op heden zes keer tegen elkaar gespeeld. De eerste ontmoeting, een kwalificatiewedstrijd voor het Wereldkampioenschap voetbal 1998, vond plaats in Tirana op 9 november 1996. Het laatste duel, een vriendschappelijke wedstrijd, vond plaats op 19 november 2022 in de Albanese hoofdstad.

## Wedstrijden
| № | Plaats  | Datum            | Competitie           | Wedstrijd         | Uitslag |
| - | ------- | ---------------- | -------------------- | ----------------- | ------- |
| 1 | Tirana  | 9 november 1996  | WK 1998 kwalificatie | Albanië − Armenië | 1 − 1   |
| 2 | Jerevan | 6 september 1997 | WK 1998 kwalificatie | Armenië − Albanië | 3 − 0   |
| 3 | Tirana  | 14 augustus 2013 | Vriendschappelijk    | Albanië − Armenië | 2 − 0   |
| 4 | Elbasan | 29 maart 2015    | EK 2016 kwalificatie | Albanië − Armenië | 2 − 1   |
| 5 | Jerevan | 11 oktober 2015  | EK 2016 kwalificatie | Armenië − Albanië | 0 − 3   |
| 6 | Tirana  | 19 november 2022 | Vriendschappelijk    | Albanië − Armenië | 2 − 0   |

## Samenvatting
| Competitie        | Totaal gespeeld | Winst Albanië | Gelijk | Winst Armenië | Doelsaldo Albanië – Armenië |
| ----------------- | --------------- | ------------- | ------ | ------------- | --------------------------- |
| WK-kwalificatie   | 2               | 0             | 1      | 1             | 1 − 4                       |
| EK-kwalificatie   | 2               | 2             | 0      | 0             | 5 − 1                       |
| Vriendschappelijk | 2               | 2             | 0      | 0             | 4 − 0                       |
| Totaal            | 6               | 4             | 1      | 1             | 10 − 5                      |

Wedstrijden bepaald door strafschoppen worden, in lijn met de FIFA, als een gelijkspel gerekend.

## Details

### Eerste ontmoeting
| WK-kwalificatie (scheidsrechter Fritz Stuchlik in het Qemal Stafastadion Tirana, 9 november 1996):                                                       |              | |
| Albanië | 1 – 1        | Armenië |
| Bajram Fraholli 57' | goals        | 90' Hakop Ter-Petrosyan |
| Neptun Bajko | bondscoach   | Khoren Oganesyan |
| Blendi Nallbani Rudi Vata Arjan Xhumba Saimir Malko Artan Vila Bledar Kola 83' Bajram Fraholli Viktor Paco 46' Altin Haxhi Altin Rraklli 68' Fatmir Vata | opstellingen | Armenak Petrosyan Yervand Sukiasyan Vardan Khachatryan Sargis Hovsepyan 46' Arsen Avetisyan 73'Harutyun Vardanyan Arthur Petrosyan 46' Aramayis Tonoyan Hamlet Mkhitaryan Eric Assadouryan Karapet Mikaelyan |
| Ilir Alliu 46' Indrit Fortuzi 68' Ilir Shulku 83' | wissels      | 46' Vardan Minasyan 46' Hakop Ter-Petrosyan 73' Varazdat Avetisyan |
| Fatmir Vata 25' Saimir Malko 40' | gele kaarten | |

### Vierde ontmoeting
| EK-kwalificatie (scheidsrechter David Fernández, Elbasan, 29 maart 2015):                                                                                        |              | |
| Albanië | 2 – 1        | Armenië |
| Mërgim Mavraj 77' Shkëlzen Gashi 81' | goals        | 4' (e.d.) Mërgim Mavraj |
| Gianni De Biasi | bondscoach   | Bernard Challandes |
| Etrit Berisha Lorik Cana Mërgim Mavraj Elseid Hysaj Ansi Agolli Burim Kukeli Amir Abrashi 46' Ledian Memushaj 46' Taulant Xhaka Sokol Cikalleshi Odise Roshi 69' | opstellingen | Roman Berezovsky Robert Arzumanyan Hovhannes Hambartsumyan Gaël Andonian 84' Arthur Yedigaryan Gevorg Ghazaryan Henrich Mchitarjan Marcos Pizzelli Levon Hayrapetyan 67' Edgar Manucharian Joera Movsisjan |
| Shkëlzen Gashi 46' Ermir Lenjani 46' Hamdi Salihi 69' | wissels      | 67' Kamo Hovhannisyan 84' Ruslan Koryan |
| Lorik Cana 20' Burim Kukeli 84' Sokol Cikalleshi 90+3' | gele kaarten | 38' Marcos Pizzelli 86' Robert Arzumanyan |
| | rode kaarten | 51', 70' Hovhannes Hambartsumyan |